# Lazar Koliševski
Lazar Koliševski (makedonsky Лазар Колишевски; 12. února 1914 Sveti Nikole – 6. července 2000 Skopje) byl jugoslávský partyzán a komunistický politik, klíčový Titův spojenec v Socialistické republice Makedonie (dnes nezávislá Severní Makedonie). Zde zastával řadu funkcí, byl v pozici předsedy vlády (1945-1953), prezidenta svazové republiky (1953-1962) a dlouho byl též nejvyšším představitelem, tzv. prvním tajemníkem, Svazu komunistů Makedonie (1945-1963). Po Titově smrti byl krátce prezidentem Jugoslávie (4. až 15. květen 1980). V letech 1953-1967 byl předsedou Socialistického svazu pracujících (de facto odborů), největší masové organizace v Jugoslávii, která měla například v roce 1975 přes 12 milionů členů. Byl silným zastáncem a propagátorem nezávislé makedonské národní identity, kterou se také do značné míry podařilo ustavit. Protlačil v této věci řadu opatření, například reformu pravopisu, které makedonskou kulturu a identitu odřízly od bulharské. Napsal na toto téma i několik knih.

## Život
Koliševski se narodil ve Sveti Nikole v Srbském království v roce 1914 v chudé rolnické rodině. O jeho rodičích je známo jen málo a jejich původ je nejasný. Údaje byly patrně i záměrně tajeny. Několik zdrojů uvádí, že Koliševského matka byla Arumunka. (Arumuni mají blízko k Rumunům a arumunština je v Rumunsku považována za dialekt rumunštiny), což se v jugoslávské politice, založené dosti etnicky, příliš nehodilo. Podle Kosty Carnušanova, člena MMTRO, byl jeho otec Serboman (pejorativní označení lidí, kteří na bulharských územích prosazovali srbské zájmy). Podle vězeňské karty z roku 1941 byli oba jeho rodiče Bulhaři.
Za první světové války oba jeho rodiče zahynuli, načež byl dán na vychování k tetě a později byl umístěn do státního sirotčince v Bitole. Později vystudoval technickou školu v Kragujevaci. Zde Lazar začal sledovat politiku a vyznávat komunismus. Kvůli své politické činnosti byl i zatčen a vyhozen z muniční továrny, kde pracoval. V roce 1935 se stal členem Komunistické strany Jugoslávie, která byla ovšem v tehdejším Království Srbů, Chorvatů a Slovinců zakázána a musela působit v ilegalitě.
Když německé nacistické síly vstoupily v dubnu 1941 do Bělehradu, Bulharsko, německý spojenec, obsadilo jugoslávskou část Makedonie (tradičně nazývanou Vardarská Makedonie). Národnostní otázka byla tehdy v Makedonii ještě hodně citlivá a nedořešená. Vůdce makedonských komunistů Metodi Šatorov se přihlásil k bulharské identitě a vstoupil do Komunistické strany Bulharska. Ta brojila proti bulharskému fašistickému režimu, ale měla k Bulharsku a jeho okupaci makedonského území přeci jen jiný vztah, mj. odmítala organizovat proti bulharským orgánům ozbrojené povstání. Kominterna se tehdy nicméně rozhodla podporovat povstání, a tím i ideu na Bulharech nezávislého makedonského národa, jehož budoucnost je v jugoslávské federaci. Hlavním představitelem této linie se stal právě Koliševski, který na podzim 1941 začal pronásledovat Šatorovovy sympatizanty a zorganizoval několik malých ozbrojených oddílů, které počaly napadat bulharské úřady a jejich místní přívržence. Na konci roku 1941 byl Koliševski zatčen a odsouzen k smrti bulharským vojenským soudem. Napsal dvě žádosti o milost, bulharskému carovi a ministru obrany. V nich mj. trvá na svém bulharském původu. Po přímluvě ministra obrany car rozsudek smrti zmírnil na doživotí a Koliševski byl poslán do vězení v Plevenu. Po pádu komunismu, kdy se tyto dokumenty staly široce známými, Koliševski popřel, že by osobně žádal o milost a hlásil se k bulharství. Tvrdil, že žádost napsal jeho právník.

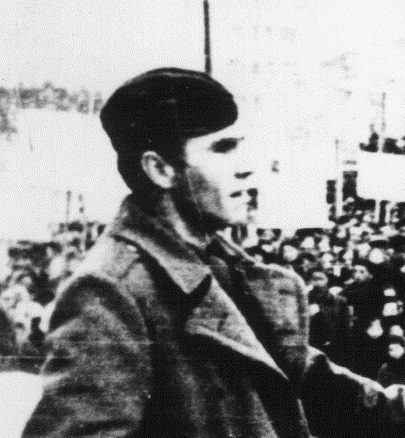
Koliševski v roce 1944

V září 1944 byl Koliševski osvobozen novou bulharskou prokomunistickou vládou a brzy se postavil do čela makedonské komunistické strany. Záhy se ujal též postu předsedy vlády. Stal se zdaleka nejmocnější osobou v Makedonii a jednou z nejmocnějších v titovské Jugoslávii. Pod jeho vedením byly mezi 7. a 9. lednem 1945 zabity stovky lidí bulharského původu. Tisíce dalších, kteří si zachovali své probulharské sympatie, musely strpět represe. Etnické poválečné násilí však bylo v jiných částech Jugoslávie silnější.
Koliševski zahájil také masivní ekonomické a sociální reformy, které zahájily zejména industrializaci stále ještě takřka plně zemědělské Makedonie. Malá republika, která byla v roce 1945 nejchudší oblastí Jugoslávie, se díky Koliševského reformám stala nejrychleji rostoucí ekonomikou federace. V roce 1953 odešel z premiérské funkce a stal se předsedou Lidového shromáždění (de facto prezidentem Makedonie). Tím ztratil část přímé politické moci, přesto jako předseda komunistické strany zůstal nejvlivnější osobou v Makedonii. Ujímal se také značné role na celostátní úrovni, koncem 50. a začátkem 60. let podnikl mnoho diplomatických cest do Egypta, Indie, Indonésie a dalších zemí, které později vytvořily Hnutí nezúčastněných států, což byl velký úspěch a klíčový nástroj jugoslávské zahraniční politiky a posilování jejího mezinárodního vlivu.

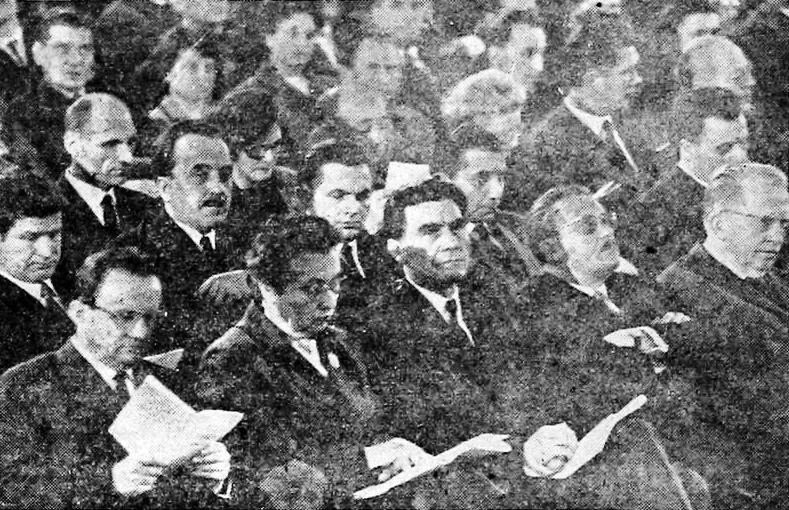
Na 6. sjezdu Socialistické strany Slovinska roku 1966. Koliševski sedí uprostřed první řady, vpravo od něj Edvard Kardelj

V roce 1962 sice ztratil funkci prezidenta a o rok později dokonce i předsedy komunistů, jeho vliv na centrální politiku však neochaboval, především díky bezmezné osobní důvěře Tita, který zavrhl a obětoval mnoho blízkých spolupracovníků z 50. let, ale Koliševského nikdy ne. Byl členem ústředního výboru Svazu komunistů i jeho předsednictva. Nová jugoslávská ústava z roku 1974 požadovala rotující "místopředsedy předsednictví", které budou nominovat jednotlivé republiky federace. Koliševski byl vybrán makedonským vedením jako makedonský zástupce. Dne 15. května 1979 byl zvolen prezidentem předsednictva (de facto viceprezidentem Jugoslávie). Na Nový rok 1980 Tito onemocněl a Koliševski zůstal v jeho nepřítomnosti v roli úřadujícího vůdce. Tito zemřel o pět měsíců později, 4. května 1980. Koliševski zastával úřad prezidenta ještě deset dní, než přešel na Cvijetina Mijatoviće.
Po rozpadu Jugoslávie žil ve Skopje, hlavním městě nově vyhlášené nezávislé Makedonie. Politiku nepřestal sledovat a byl v ní stále aktivní, byť nikoli vlivný. Koncem 90. let se například postavil proti probulharské politice vládnoucí pravicové strany VMRO-DPMNE. Zemřel 6. července 2000. Měl státní pohřeb a makedonský prezident Boris Trajkovski ho při něm označil za "velkého státníka". Krátce poté byl jeho osobní archiv obsahující 300 000 dokumentů předán Makedonské akademii umění a věd. V roce 2002 mu nechala místní levicová vláda postavit v jeho rodišti pomník.